# Johannes Henricus Zaaijer

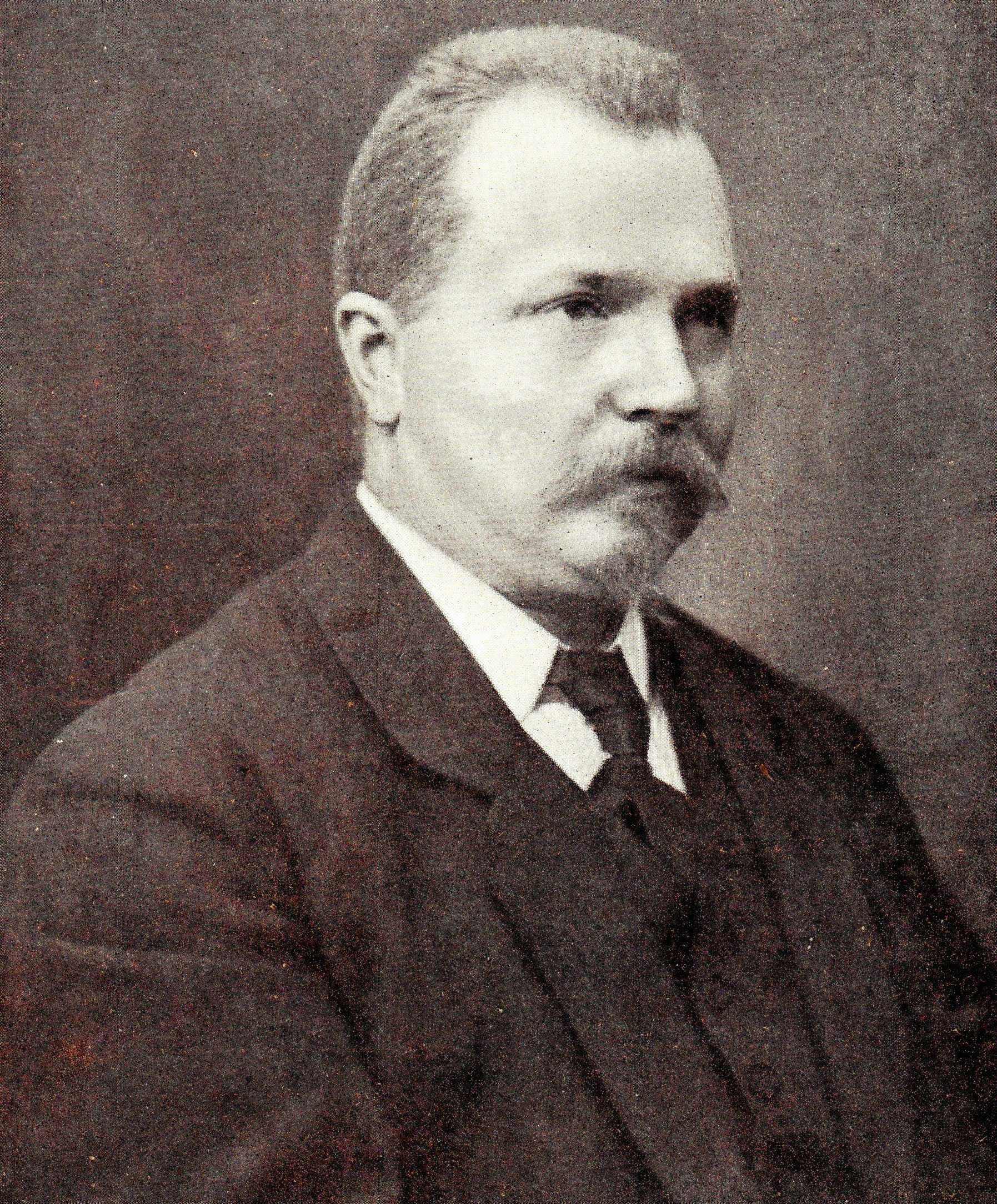
Johannes Henricus Zaaijer

Johannes Henricus Zaaijer (* 29. Mai 1876 in Leiden; † 9. November 1932 ebenda) war ein niederländischer Mediziner.

## Leben
Johannes Henricus Zaaijer war der Sohn des Leidener Medizinprofessors Teunis Zaaijer und dessen Frau Johanna Petronella Jacoba Scholten. Nach dem Besuch des städtischen Gymnasiums in Leiden, immatrikulierte er sich am 26. September 1894 an der Universität Leiden um Medizin zu studieren. Anfänglich hatte er sich der Pflanzen und Tierkunde gewidmet, wendete sich dann aber ärztlichen Studien zu. Nachdem er unter anderem an der Universität Heidelberg seine Studien fortgesetzt hatte, absolvierte er 1901 sein Arztexamen und wirkte dann als Assistent der pathologischen Anatomie in Leiden. 1903 promovierte er in Leiden mit der Arbeit Bijdrage tot de kennis van den oorsprong en den bouw der naevuscellen en der naevatumoren zum Doktor der Medizin. Im selben Jahr zog er als Assistent der Medizin an die Universität von Amsterdam, war 1907 Assistent der Medizin an der Universität Leiden und habilitierte sich 1908 als Privatdozent für Chirurgie und Urologie in Leiden.
Am 14. Oktober 1914 berief man ihn zum Professor der Medizin, welche Aufgabe er am 3. März 1915 mit der Einführungsrede Moderne vredes- en oorlogschirurgie (deutsch: Moderne Friedens- und Kriegschirurgie) antrat. Einen Namen machte sich Zaaijer bei der Weiterentwicklung der Narkose. So entwickelte er ein Gerät zur sogenannten Überdrucknarkose, welches ihm Operationen an der Brusthöhle und der Speiseröhre ermöglichte. Auch auf dem Gebiet der Transplantation erzielte er Erfolge, als er eine Operationsmethode der Blutgefäße entwickelte. Danach beschäftigten ihn noch Studien zum Karzinom und Wurmfortsatz. Am 19. September 1932 wurde er zum Rektor der Alma Mater gewählt. Jedoch verstarb er während dieser Amtsphase unerwartet.

## Familie
Zaaijer verheiratete sich am 20. September 1906 in Arnhem mit Christine Albertine Louise van Oordt (* 26. April 1883 in Valkenburg; † 12. Oktober 1961 in Bloemendaal), die Tochter des Fabrikanten und Bürgermeisters von Valkenburg Willem Hendrik van Oordt (* 23. Juni 1849 in Rotterdam; † 25. August 1903 in Valkenburg) und dessen Frau Christina Albertina Brunting (* 17. August 1853 in Batavia; † 27. Oktober 1922 in Arnhem). Aus der Ehe stammen zwei Söhne und zwei Töchter. Von den Kindern kennt man:
- Christine Albertine Zaaijer (* 4. Februar 1912 in Leiden; † 31. Mai 2000) verh. mit dem Konservator Dr. Hendrik Wamsteker (* 1. Mai 1900 in Madioen; † 12. Juli 1959 in Haarlem)
- Willem Hendrik Zaaijer (* 13. April 1909 in Leiden; † 13. April 1969 in Hardenberg) verh. I. K. van Idsinga, verh. II. 6. Februar 1937 in Den Haag mit Klari Mathé (* 3. November 1910 in Budapest; † 6. November 1993 in Oss), verh. III. 30. Mai 1950 mit Roselotte Ruth Baldow (* 19. Juni 1906 in Frankfurt/Main; † 7. April 1982 in Ommen)
- Johannes Henricus Zaaijer (* 18. Juli 1907 in Leiden; † 24. Februar 1958 ebd.) Dr. med.
- Johanna Jacoba Petronella Zaaijer (* 5. Dezember 1916 in Leiden; † 16. Dezember 1995 ebd.) Dr. Prof. der experimentellen Histologie

## Veröffentlichungen (Auswahl)
- Bijdrage tot de kennis van de oorsprong en den bouw naevuscellen en der naevotumoren. Leiden 1903.
- Over niertransplantatie. 1908.
- Moderne vredes- en oorlogschirurgie. 1915.
- Slokdarmheelkunde. 1913, 1918.
- Thoraxchirurgie. 1916, 1927.
- Cardiospasmus en andere slokdarm-aandoeningen. 1918.
- Heelkunde van het heupgewricht. 1920.
- Cardiospasmus in the aged. In: Ann. of Surg. Band 77, 1923, S. 615 ff.

## Weblink
- Zaaijer Eintrag im Professorenkatalog der Universität Leiden

| Personendaten    | Personendaten              |
| ---------------- | -------------------------- |
| NAME             | Zaaijer, Johannes Henricus |
| KURZBESCHREIBUNG | niederländischer Mediziner |
| GEBURTSDATUM     | 29. Mai 1876               |
| GEBURTSORT       | Leiden                     |
| STERBEDATUM      | 9. November 1932           |
| STERBEORT        | Leiden                     |